# 푸드웰
푸드웰(영어: Foodwell Corp.)은 대한민국의 식품 제조 및 가공 기업이다. 본사는 대구광역시 달서구 성서서로 121에 위치해 있다. 대표이사는 성기준이다.

## 참고 문헌
1. ↑  한국IR협의회 기술분석보고서-푸드웰, 2021-12-16[깨진 링크(과거 내용 찾기)]
2. ↑  한국IR협의회 기술분석보고서-푸드웰, 2020-08-06
3. ↑  한국IR협의회 기술분석보고서-푸드웰, 2018-11-15[깨진 링크(과거 내용 찾기)]